# Gobierno de Hidalgo

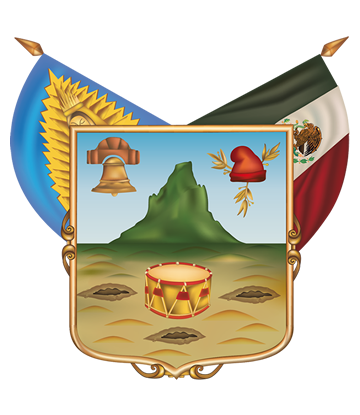
Escudo del estado de Hidalgo diseñado por Diego Rivera e ideado por José Vasconcelos en el año de 1922; y adoptado el día 14 de diciembre de 1979, por el decreto oficial publicado en el Periódico Oficial del Estado de Hidalgo el 24 de enero de 1980.

El Gobierno del estado de Hidalgo es la entidad encargada de conducir el ejercicio de gobierno del estado de Hidalgo, uno de los treinta y dos entidades federativas de México. El 16 de enero de 1869, el Congreso de la Unión emitió el Decreto de Erección del Estado de Hidalgo, por el presidente Benito Juárez.
En el ejercicio de sus funciones el gobierno, se divide en Legislativo, Ejecutivo y Judicial. De acuerdo a la Constitución de Hidalgo la soberanía del estado, reside esencial y originariamente en el pueblo hidalguense, quien la ejerce por medio de los poderes constituidos en los términos de esta ley fundamental.
Cuenta con ochenta y cuatro municipios, su capital y ciudad más poblada, es Pachuca de Soto; a la cual le fue agregada la denominación «de Soto» en reconocimiento de Manuel Fernando Soto, originario de la ciudad de Tulancingo y quien es considerado el más importante impulsor en la creación del estado.

## Poder Ejecutivo

### Gobernador

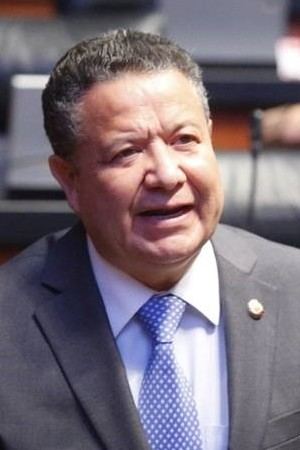
Julio Menchaca Salazar, Gobernador constitucional del Estado Libre y Soberano de Hidalgo para el periodo 2022-2028.

El poder ejecutivo está representado por el Gobernador constitucional del estado de Hidalgo, quien dura en su encargo seis años y nunca podrá ser reelecto. La elección del gobernador es directa, secreta, uninominal y por mayoría en todo el territorio del estado.
El 21 de enero de 1869, fue nombrado Juan Crisóstomo Doria González, como gobernador provisional; Doria fue la primera persona en ocupar el cargo de gobernador., El gobernador actual en el cargo es Julio Menchaca Salazar; cuyo periodo inició el 5 de septiembre de 2022, y concluirá el 5 de septiembre de 2028.

### Dependencias
Las dependencias del Poder Ejecutivo que constituyen la Administración Pública Central son las siguientes:
- Secretaría de Gobierno: Dependencia encargada de conducir las relaciones del Poder Ejecutivo con los otros Poderes del Estado, los Ayuntamientos y con los representantes de los sectores social y privado de la Entidad, en lo referente a política interior y coadyuvar, en la esfera de su competencia, a la realización de los programas de Gobierno.

- Secretaría de Hacienda: Dependencia encargada de organizar en la forma que acuerde el titular del Ejecutivo y con la participación de las dependencias correspondientes, los actos que afecten los ingresos, egresos y patrimonio del Gobierno del Estado o le generen obligaciones económicas en los términos de las leyes vigentes; y determinar la política hacendaría y controlar los fondos y valores del Estado.

- Secretaría de Bienestar e Inclusión Social: Dependencia encargarda de coordinar, ejecutar, evaluar, proponer y dar seguimiento a la política de desarrollo social y humano, para el combate efectivo a la pobreza y la marginación urbana y rural, diseñando estrategias que promuevan la participación ciudadana y la corresponsabilidad social; impulsar la igualdad de oportunidades entre mujeres y hombres; así como realizar las tareas de colaboración y coadyuvancia en el otorgamiento de apoyos a grupos vulnerables.

- Secretaría de Infraestructura Pública: Dependencia con la facultada para instrumentar y conducir las políticas y programas relativos a obras públicas y comunicaciones, bajo las directrices que se determinen en el Plan Estatal de Desarrollo; garantizando que, en la totalidad de sus atribuciones, se apliquen criterios de sostenibilidad de acuerdo al Ordenamiento Ecológico Territorial vigente.

- Secretaría de Desarrollo Económico: Dependencia que promueve, instrumenta, fomenta y coordina programas, proyectos y acciones en materia de desarrollo económico sustentable; participa en el proceso de desarrollo económico integral y sustentable de las regiones, municipios y comunidades del Estado; y realiza el estudio y planeación del desarrollo económico estatal.

- Secretaría de Medio Ambiente y Recursos Naturales: Dependencia encargada de diseñar, expedir, ejecutar, conducir, coordinar, evaluar y difundir la política, los programas, acciones y estrategias sectoriales o estatales de preservación, protección, restauración y aprovechamiento del medio ambiente, equilibrio ecológico, recursos naturales y de los servicios ambientales con criterios de sustentabilidad, de conformidad con la legislación y normatividad aplicable.

- Secretaría de Agricultura y Desarrollo Rural: Dependencia encargada de dirigir, coordinar, fomentar y apoyar el desarrollo de las políticas y programas de producción y comercialización de los productos forestales destinados al mercado, promoviendo la formulación de estrategias y programas de apoyo y asistencia técnica en favor de los productores forestales, a efecto de alcanzar una mayor productividad y competitividad comercial de las áreas y regiones productoras vinculadas al sector; participando, en su caso, con la Secretaría del Medio Ambiente y Recursos Naturales, en la promoción de acciones tendientes al desarrollo armónico sustentable del sector forestal;

- Secretaría de Turismo: Dependencia encargada de formular, conducir, coordinar, vigilar y evaluar las políticas de desarrollo turístico, estableciendo mecanismos de coordinación con la Administración Pública Federal, Estatal y Municipal, además de promover convenios de colaboración, intercambio y de asistencia técnica, con organizaciones no gubernamentales, instituciones y organismos internacionales en materia de desarrollo turístico.

- Secretaría de Cultura: Dependencia encargada de promover el derecho de todas las personas a participar de la vida cultural y a gozar de los beneficios del desarrollo cultural; elaborar y conducir la política estatal en materia de cultura con la participación que corresponda a otras dependencias y entidades; preservar el patrimonio cultural tangible e intangible del Estado, como elemento fundamental de la identidad hidalguense.

- Secretaría de Contraloría: Planear, programar, establecer, organizar y coordinar el sistema de control y evaluación gubernamental, inspeccionar debidamente el ejercicio y evaluación del gasto público central y paraestatal y su congruencia con el presupuesto de egresos;

- Secretaría de Educación Pública: Garantizar y vigilar que el Sistema Educativo Estatal, dé cumplimiento a las disposiciones que señala en materia de educación, la Constitución Política de los Estados Unidos Mexicanos, las leyes federales, la Constitución Política del Estado, la Ley de Educación para el Estado y demás disposiciones legales aplicables en la materia.

- Secretaría de Salud: Proponer, establecer, conducir, supervisar y evaluar la política estatal en materia de salud, de conformidad con lo dispuesto en las Leyes General y Estatal de Salud y los Sistemas Nacional y Estatal de Salud, así como con las directrices generales de la planeación estatal del desarrollo y en congruencia con las políticas, normas y procedimientos que a nivel nacional determine la Secretaría de Salud.

- Secretaría de Seguridad Pública: Proveer, en coordinación con la Secretaría de Gobierno, en la esfera administrativa, el respeto de los derechos humanos y las garantías individuales y derechos humanos, la preservación de la paz pública y, en coordinación con los Ayuntamientos, la seguridad pública del Estado.

- Secretaría de Trabajo y Previsión Social: Vigilar la observancia y aplicación de las disposiciones en materia laboral contenidas en la Constitución Política de los Estados Unidos Mexicanos, en la Constitución Política del Estado Libre y Soberano de Hidalgo, en Ley Federal del Trabajo y en la Ley de los Trabajadores al Servicio de los Gobiernos Estatal y Municipales, así como de los Organismos Descentralizados para el Estado de Hidalgo.

- Secretaría de Movilidad y Transporte: Estructurar y dirigir los programas y políticas públicas para el desarrollo de la movilidad, tomando el derecho social al desplazamiento como referente para preservar el desarrollo social, la integración económica, el uso de vías públicas y el transporte como detonante de otros derechos, propiciando la accesibilidad universal y la seguridad en el desplazamiento de las personas, aplicando criterios de sostenibilidad.

- Unidad de Planeación y Prospectiva: Instrumentar y operar el proceso de Planeación para el Desarrollo Estatal, en términos de la legislación aplicable y con sujeción a las políticas, objetivos y metas que para tal efecto establezca el gobernador y se determinen en el Sistema Estatal de Planeación Democrática.

- Oficialía Mayor: Aplicar las políticas y acciones de disciplina, racionalidad y eficiencia del gasto público, así como los lineamientos que regulen el adecuado desarrollo de las estructuras orgánicas de las dependencias y entidades de la Administración Pública Estatal.

### Organismos Descentralizados
Son entidades de la Administración Pública estatal creadas por ley o decreto del Congreso del Estado, con personalidad jurídica y patrimonio propio, cualquiera que sea la estructura legal que adopte, constituida con fondos o bienes provenientes de la Administración Pública Estatal; su objetivo es la prestación de un servicio público o social, la investigación científica y tecnológica y la obtención o aplicación de recursos para fines de asistencia o seguridad social. Dentro del Gobierno del Estado de Hidalgo se cuenta con los siguientes, organizados por secretaría:
- Secretaría de Gobierno
  - Instituto Hidalguense de las Mujeres
  - Ciudad de las Mujeres
  - Instituto Hidalguense para el Desarrollo Municipal
  - Centro de Justicia para Mujeres del Estado de Hidalgo
  - Radio y Televisión de Hidalgo
- Secretaría de Hacienda
  - Instituto Catastral del Estado de Hidalgo
  - Instituto para el Financiamiento del Estado de Hidalgo
- Secretaría de Bienestar e Inclusión Social
  - Instituto Hidalguense de la Juventud
  - Instituto para la Atención de las y los Adultos Mayores
- Secretaría de Infraestructura Pública
  - Comisión Estatal de Vivienda
  - Comisión Estatal del Agua y Alcantarillado
  - Comisión de Agua y Alcantarillado de Sistemas Intermunicipales
  - Comisión de Agua y Alcantarillado del Sistema del Valle del Mezquital
  - Instituto de Vivienda, Desarrollo Urbano y Asentamientos Humanos
  - Sistema de Autopistas, Servicios Conexos y Auxiliares del Estado de Hidalgo
  - Instituto Hidalguense de la Infraestructura Física Educativa
  - Centro Estatal de Maquinaria para el Desarrollo
  - Secretaría de Desarrollo Económico
  - Corporación Internacional Hidalgo
  - Instituto Hidalguense de Competitividad Empresarial
  - Corporación de Fomento de Infraestructura Industrial
  - Agencia de Desarrollo Valle de Plata
- Secretaría de Agricultura y Desarrollo Rural
  - Consejo Hidalguense del Café
- Secretaría de Turismo
  - Operadora de Eventos del Estado de Hidalgo
  - Administradora del Teatro de la Ciudad San Francisco y Parque David Ben Gurións
- Secretaría de Educación Pública
  - Instituto Hidalguense de Educación
  - Instituto Hidalguense de Educación para Adultos
  - Universidad Politécnica de Tulancingo
  - Universidad Politécnica de Pachuca
  - Universidad Politécnica de Francisco I. Madero
  - Universidad Politécnica de Huejutla
  - Universidad Politécnica Metropolitana de Hidalgo
  - Universidad Tecnológica de Tula-Tepeji
  - Universidad Tecnológica de Tulancingo
  - Universidad Tecnológica de la Huasteca Hidalguense
  - Universidad Tecnológica del Valle del Mezquital
  - Universidad Tecnológica de la Sierra Hidalguense
  - Universidad Tecnológica de la Zona Metropolitana del Valle de México
  - Instituto Tecnológico Superior de Huichapan
  - Instituto Tecnológico Superior del Occidente del Estado de Hidalgo
  - Instituto Tecnológico Superior del Oriente del Estado de Hidalgo
  - Universidad Intercultural del Estado de Hidalgo
  - Colegio de Bachilleres del Estado de Hidalgo
  - Bachillerato del Estado de Hidalgo
  - Colegio de Estudios Científicos y Tecnológicos del Estado de Hidalgo
  - Colegio de Educación Profesional Técnica del Estado de Hidalgo
  - El Colegio del Estado de Hidalgo
  - Instituto Hidalguense de Financiamiento a la Educación Superior
  - Instituto Hidalguense del Deporte
  - Universidad Tecnológica Minera de Zimapán
  - Universidad Politécnica de la Energía
  - Universidad Tecnológica de Mineral de la Reforma
- Secretaría de Salud
  - Servicios de Salud de Hidalgo
  - Régimen Estatal de Protección Social en Salud del Estado de Hidalgo
- Secretaría de Seguridad Pública
  - Policía Industrial Bancaria
  - Secretaría del Trabajo y Previsión Social
  - Instituto de Capacitación para el Trabajo del Estado de Hidalgo
- Secretaría de Movilidad y Transporte
  - Sistema Integrado de Transporte Masivo de Hidalgo
  - Sistema de Transporte Convencional de Hidalgo
- Secretaría de Cultura
  - Escuela de Música del Estado de Hidalgo
  - Consejo Estatal para la Cultura y las Artes de Hidalgo
  - Secretaría de Cultura
  - Escuela de Música del Estado de Hidalgo
  - Consejo Estatal para la Cultura y las Artes de Hidalgo
- Unidad de Planeación y Prospectiva
  - Distrito de Educación, Salud, Ciencia, Tecnología e Innovación
  - Consejo de Ciencia, Tecnología e Innovación de Hidalgo
  - Comisión Estatal Para el Desarrollo Sostenible de los Pueblos Indígenas
  - Comisión Estatal de Mejora Regulatoria

## Poder Legislativo

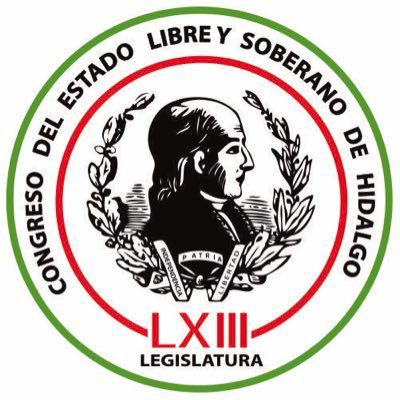
Escudo del Poder Legislativo de Hidalgo.

### Congreso del estado de Hidalgo
El Poder Legislativo, se deposita en un órgano denominado “Congreso del Estado Libre y Soberano de Hidalgo”. Corresponde al Congreso del Estado de Hidalgo, las facultades y obligaciones que establecen la Constitución Política de los Estados Unidos Mexicanos, la Constitución Política del Estado de Hidalgo, la Ley Orgánica del Poder Legislativo del Estado de Hidalgo y demás ordenamientos legales.
El ejercicio de las funciones de los Diputados durante el período constitucional de tres años, conforma una Legislatura, la que se identificará según el número ordinal que le corresponda. El Congreso del Estado, se integra con Diputados electos en su totalidad por sufragio universal, libre, secreto y directo, conforme a los principios de votación mayoritaria relativa y de representación proporcional, en el número y términos que determinen la Constitución Política del Estado de Hidalgo y la Legislación Electoral. El Congreso se compone de por 18 Diputados electos por votación directa y 12 Diputados electos por representación proporcional.
La asamblea se reúne en el Recinto del Poder Legislativo ubicado en la ciudad de Pachuca de Soto. Durante su Ejercicio Constitucional, el Congreso del Estado tiene dos Períodos Ordinarios de Sesiones cada año, y tiene dos períodos de receso al año, en los que funciona la Diputación Permanente. Para celebrar Sesiones Extraordinarias durante los períodos de receso, tienen que ser convocados por la Diputación Permanente o a solicitud del Titular del Poder Ejecutivo del Estado, en dichos periodos solo se tratarán los asuntos que se precisen en la Convocatoria, pudiendo prolongarse por el tiempo necesario hasta lograr su objetivo. Para el caso en que termine el período de receso, sin haberse resuelto el asunto motivo de la Convocatoria, este se incluirá en la agenda de los asuntos a tratar del Periodo Ordinario de Sesiones siguiente.
Después de la erección del Estado de Hidalgo el 2 de mayo de 1869 se realizan las primeras elecciones estatales quedando instaurada la I Legislatura del Congreso de Hidalgo que tomó posesión el 16 de mayo del mismo año. La actual legislatura denominada LXIV Legislatura del Congreso de Hidalgo entró en fusiones para el periodo que inició el 5 de septiembre de 2018 y terminara el 4 de septiembre de 2021.

## Poder Judicial

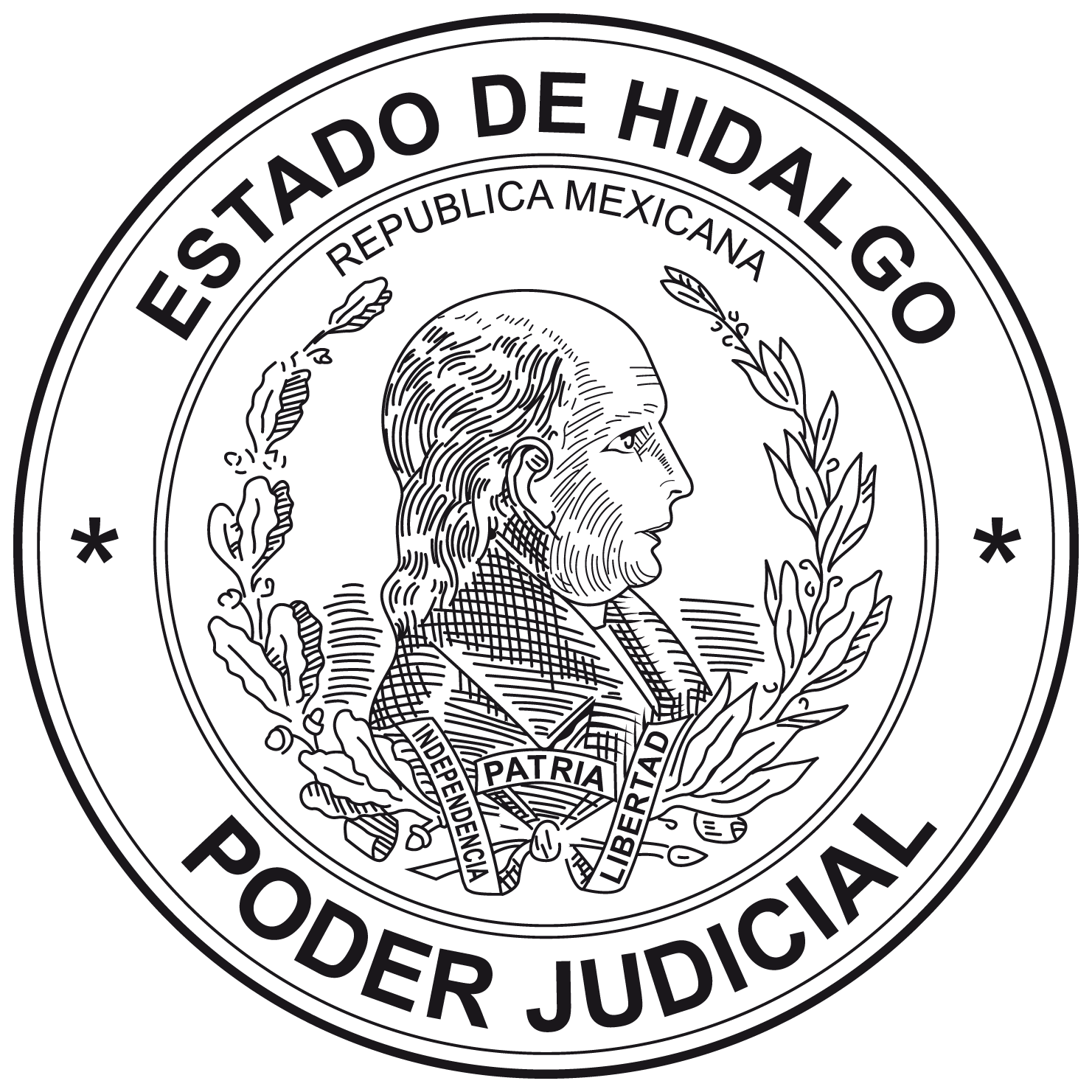
Escudo del Poder Judicial de Hidalgo.

El Poder Judicial en el Estado se integra por los siguientes órganos:
- a) Jurisdiccionales:
  - I. El Tribunal Superior de Justicia y Juzgados del Fuero Común;
  - II. El Tribunal de Justicia Administrativa;
  - III. El tribunal Laboral; y
  - IV. Los demás funcionarios y auxiliares de la impartición de justicia.
- b) Administrativo: Un Consejo de la Judicatura.
- c) No Jurisdiccional: El Centro Estatal de Justicia Alternativa, con autonomía técnica y vinculado administrativamente al Consejo de la Judicatura.

### Tribunal Superior de Justicia
El Tribunal Superior de Justicia del estado de Hidalgo, se instaló por primera vez el 2 de julio de 1869.
El Tribunal Superior de Justicia se integrará cuando menos por catorce Magistrados o Magistradas, aprobados por el Congreso del estado de Hidalgo, en los términos del artículo 94 de la Constitución Política del Estado de Hidalgo, de entre los cuales se elegirá al Presidente o Presidenta, quien no integrará Sala. El Tribunal Superior de Justicia cuenta con un Secretario (a) General, Secretarios (as) de Sala, Secretarios (as) de Amparo, Administradores (as), encargados (as) de Sala de Oralidad, Secretarios (as) de Estudio y Proyecto, Actuarios (as),
Notificadores (as), así como el personal que se requiera para el desempeño de sus funciones.
El Tribunal Superior de Justicia podrá funcionar: I. En Pleno; II. En Salas Colegiadas; y III. En Salas Unitarias. El Pleno General es el máximo órgano bastará la presencia de la mitad más uno de sus integrantes para que pueda sesionar válidamente. En Salas, que podrán ser unitarias o colegiadas, estas últimas se integrarán con tres Magistrados y Magistradas. Las Salas, en razón de la materia, podrán ser Civil, Familiar, Mercantil, Penal o Especializada en Justicia para Adolescentes.
Los juzgados de Primera Instancia del Tribunal Superior de Justicia del Estado de Hidalgo son 69: 14 en materia penal, 8 mixtos, 2 en materia mercantil, 3 en materia familiar, 4 en materia civil, 15 juzgados civiles y familiares, 1 especializado en justicia para adolescentes, 5 juzgados de ejecución y 17 juzgados penales acusatorios.

### Tribunal de Justicia Administrativa
El Tribunal de Justicia Administrativa del Estado de Hidalgo, es un órgano de control de legalidad, con plena autonomía para dictar sus resoluciones e imperio para hacerlas cumplir. Corresponde al Tribunal de Justicia Administrativa dirimir las controversias que se susciten en materia fiscal y administrativa entre los particulares y la Administración Pública Estatal, Municipal y Organismos Descentralizados con funciones de autoridad. Las salas del Tribunal de Justicia Administrativa serán competentes para conocer, substanciar y resolver los juicios que se promuevan en contra de los actos administrativos, conductas yhechos siguientes: en materia fiscal, en materia administrativa, responsabilidades administrativas, responsabilidad patrimonial del estado.
El Tribunal de Justicia Administrativa, para el debido cumplimiento de sus funciones, cuenta con: I. Un Secretario o Secretaria General; II. Secretarios o Secretarias de Estudio y Proyecto; III. Secretarios y Secretarias de Acuerdos; IV. Actuarios y Actuarias; V. Jefe o Jefa de la Unidad Administrativa; VI. Encargado o Encargada de Oficialía de partes; y VII. Demás personal necesario para su funcionamiento que permita el presupuesto.

### Distritos Judiciales del estado de Hidalgo
El estado de Hidalgo se divide en diecisiete distritos judiciales: Distrito 1 Actopan, Distrito 2 Apan, Distrito 3 Atotonilco el Grande, Distrito 4 Huejutla de Reyes, Distrito 5 Huichapan, Distrito 6 Ixmiquilpan, Distrito 7 Jacala de Ledezma, Distrito 8 Metztitlán, Distrito 9 Molango de Escamilla, Distrito 10 Mixquiahula de Juárez, Distrito 11 Pachuca de Soto, Distrito 12 Tenango de Doria, Distrito 13 Tizayuca, Distrito 14 Tula de Allende, Distrito 15 Tulancingo de Bravo, Distrito 16 Zacualtipán, y el Distrito 17 Zimapán.
Con el propósito del adecuado funcionamiento de los órganos jurisdicciones, únicamente para efectos administrativos los distritos judiciales integran cinco circuitos judiciales: Primer circuito Pachuca de Soto, Segundo circuito Tulancingo de Bravo, Tercer circuito Tula de Allende, Cuarto circuito  Ixmiquilpan, y el Quinto circuito Huejutla de Reyes.
Mapa distrital
| \| Distritos judiciales del estado de Hidalgo. \| Distritos judiciales del estado de Hidalgo. \| Distritos judiciales del estado de Hidalgo. \| Distritos judiciales del estado de Hidalgo. \| Distritos judiciales del estado de Hidalgo. \| Distritos judiciales del estado de Hidalgo. \| \| Clave \| Distrito \| Clave \| Distrito \| \| \| \| ------------------------------------------- \| ------------------------------------------- \| ------------------------------------------- \| ------------------------------------------- \| ------------------------------------------- \| ------------------------------------------- \| \| \| Distrito 1 Actopan \| \| Distrito 10 Mixquiahula \| \| \| \| \| Distrito 2 Apan \| \| Distrito 11 Pachuca \| \| \| \| \| Distrito 3 Atotonilco \| \| Distrito 12 Tenango \| \| \| \| \| Distrito 4 Huejutla \| \| Distrito 13 Tizayuca \| \| \| \| \| Distrito 5 Huichapan \| \| Distrito 14 Tula \| \| \| \| \| Distrito 6 Ixmiquilpan \| \| Distrito 15 Tulancingo \| \| \| \| \| Distrito 7 Jacala \| \| Distrito 16 Zacualtipán \| \| \| \| \| Distrito 8 Metztitlán \| \| Distrito 17 Zimapán \| \| \| \| \| Distrito 9 Molango \| \| \| \| \| \| Fuente: Gobierno del estado de Hidalgo. \| \| \| \| \| \| |                        |       |                         |
| Distritos judiciales del estado de Hidalgo. |                        |       |                         |
| Clave | Distrito               | Clave | Distrito                |
| | Distrito 1 Actopan     |       | Distrito 10 Mixquiahula |
| | Distrito 2 Apan        |       | Distrito 11 Pachuca     |
| | Distrito 3 Atotonilco  |       | Distrito 12 Tenango     |
| | Distrito 4 Huejutla    |       | Distrito 13 Tizayuca    |
| | Distrito 5 Huichapan   |       | Distrito 14 Tula        |
| | Distrito 6 Ixmiquilpan |       | Distrito 15 Tulancingo  |
| | Distrito 7 Jacala      |       | Distrito 16 Zacualtipán |
| | Distrito 8 Metztitlán  |       | Distrito 17 Zimapán     |
| | Distrito 9 Molango     |       |                         |
| Fuente: Gobierno del estado de Hidalgo. |                        |       |                         |

## División político-administrativa

### Municipios

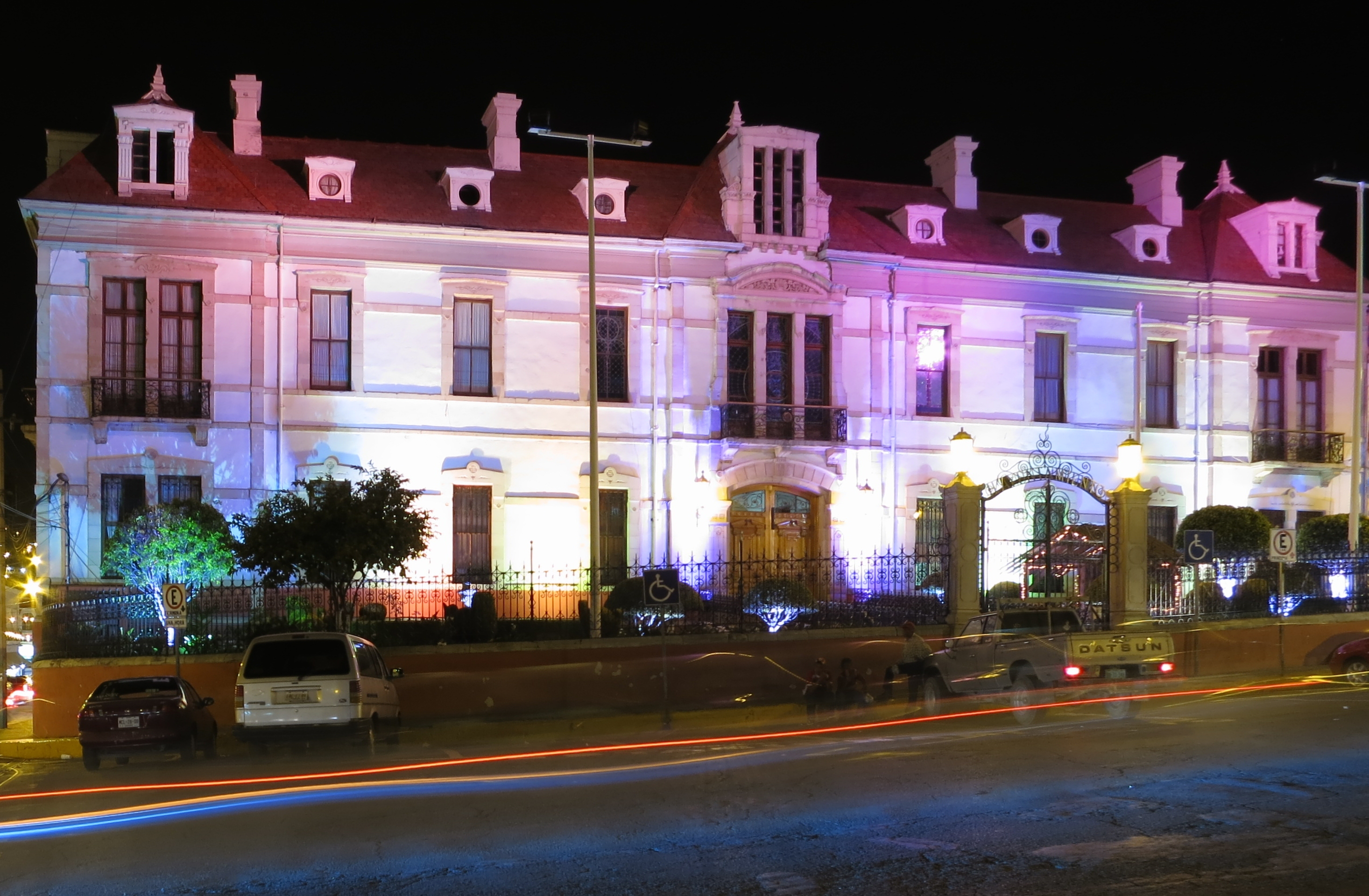
Palacio Municipal de Pachuca construido en 1896 por el minero inglés Francisco Rule. El municipio de Pachuca de Soto está administrado por el Honorable Ayuntamiento Constitucional del Municipio de Pachuca de Soto; el cual se compone de: un Presidente Municipal, dos Síndicos (Síndico Procurador y Síndico Hacendario), diecinueve Regidores, diecisiete Comisiones, ciento quince Delegados y ocho Comisariados Ejidales.

#### Erección de los municipios
La historia de la división territorial, se origina en el periodo de dominación española, el que a su vez encuentra su antecedente en las concentraciones poblacionales del México prehispánico. Los núcleos de población indígena, surgen en los años inmediatos a la conquista como Alcaldías Mayores o Corregimientos, que fueron las porciones territoriales básicas, alrededor de las cuales se desarrollan pueblos y comunidades gobernadas por ayuntamientos alguaciles o alcaldes menores y desde luego las Repúblicas de Indios, regidas por gobernadores elegidos por cada república de acuerdo a sus usos y costumbres.
Por lo que se refiere a la división interna, en el periodo del Virreinato de la Nueva España el actual estado de Hidalgo, quedó dividido en nueve Alcaldías Mayores: Zimapán, Huichapan, Ixmiquilpan, Tula, Actopan, Pachuca, Zempoala, Metztitlán y Yahualica, y cinco Corregimientos que eran los de Tepeapulco, Atitalaquia, Tulancingo, Mixquiahuala y Huejutla y ambos pasaron con su misma jurisdicción a Subdelegaciones en 1786.
La primera Constitución mexicana de 1824, a partir de la que, se erigen los primeros estados divididos a su vez en municipalidades gobernadas por un ayuntamiento. El 6 de agosto de 1824 se crean los municipios de Actopan, Apan, Huejutla de Reyes, Pachuca de Soto, Tula de Allende, Tulancingo de Bravo, Xochiatipan, Yahualica y Zimapán. El 9 de febrero de 1825 se crean los municipios de Metztitlán y Mineral del Monte. El 15 de febrero de 1826 se crean los municipios de El Arenal, Calnali, Huazalingo, Mixquiahuala de Juárez, Nopala de Villagrán, Tenango de Doria. En 1827 se crean los municipios de Singuilucan y Huehuetla. En 1847 se crea el municipio de Alfajayucan; y en 1848 se crean los municipios de Molango de Escamilla y San Agustín Metzquititlán. En 1850 se crean los municipios de Tianguistengo y Chilcuautla.
La categoría municipal fue respetada en la Constitución de 1857. En 1861 se crean los municipios de Tasquillo, Huasca de Ocampo y Zacualtipán de Ángeles. Durante la Intervención francesa en México para organizar al ejército mexicano el 7 de junio de 1862 el presidente de México Benito Juárez decreta la división del estado de México en tres distritos militares, el segundo formado por los territorios que integran al estado de Hidalgo, para el que designó como capital a Actopan.
La falta de infraestructura para alojar a las autoridades de esa localidad, obligó a cambiar la sede a Pachuca. La estructura de los Distritos Militares, operó hasta el 3 de marzo de 1865, fecha en la que el emperador Maximiliano de Habsburgo decretó una nueva organización territorial, se establecieron cincuenta departamentos, dos de ellos, comprendieron el estado de Hidalgo, los de Tula y Tulancingo. El 31 de mayo de 1865 se crean los municipios de Atotonilco de Tula, Chapantongo, Ixmiquilpan, Tecozautla, Tlaxcoapan. El 8 de agosto de 1865 se crean los municipio se Cardonal, Huautla, Metepec, San Bartolo Tutotepec, Tepeji del Río de Ocampo, Tetepango, Villa de Tezontepec, Tezontepec de Aldama, Tlanalapa, Tolcayuca, y Xochicoatlán.< El 10 de junio de 1866 se crea el municipio de Acaxochitlán.
Concluido el Segundo Imperio Mexicano y restaurada la República, el 13 de mayo de 1868 se crean los municipios de Cuautepec de Hinojosa, Omitlán de Juárez, y Tepeapulco. Tras la erección del estado de Hidalgo el 16 de enero de 1869, quedó comprendido con los municipios de los distritos de Actopan, Apan, Huejutla, Huichapan, Pachuca, Tula, Tulancingo, Ixmiquilpan, Zacualtipán y Zimapán; y se crean los municipios de Acatlán y Pacula. El 2 de marzo de 1870 se crean el municipio de Lolotla y al día siguiente el de Nicolás Flores; el 21 de mayo de 1870 se crea el municipio de Atotonilco el Grande. Para el 28 de diciembre de 1870 se crean los municipios de Atitalaquia, Mineral del Chico, San Felipe Orizatlán, San Salvador, Santiago de Anaya, Tizayuca, Tlanchinol, y Zempoala.
En 1871 se crean los municipios de Tlahuiltepa y Tepetitlán. Para el 16 de octubre de 1872 se crea el municipio de San Agustín Tlaxiaca y el 27 de marzo de 1874 se crea el municipio de Agua Blanca de Iturbide. En 1877 se erigen los municipios de Chapulhuacán y  Pisaflores. El 21 de abril de 1880 se erigen los municipios de Epazoyucan y Jacala de Ledezma. Y para el 28 de septiembre de 1882 se crea el municipio de Tepehuacán de Guerrero. Es la Constitución Política de los Estados Unidos Mexicanos de 1917, la que otorga al municipio plena libertad jurídica. En el año 1920 se erigen los municipios de Mineral de la Reforma, Juárez Hidalgo, y La Misión; para 1927 se crea el municipio de Franciso I. Madero. En 1935 se erige el municipio de Zapotlán de Juárez; y en 1936 se erigen los municipios de Jaltocán, Atlapexco, Ajacuba, y Almoloya; para 1937 se erige el municipio de Eloxochitlán. En 1943 se erige Emiliano Zapata y en 1944 Santiago Tulantepec de Lugo Guerrero. En 1969 se crean los últimos municipios de la entidad Tlahuelilpan y Progreso de Obregón, con lo que quedan instalados los 84 municipios del estado.
En la historia del estado dos municipios han sido suprimidos. El 8 de agosto de 1865 se consigna Achiotepec como municipio, suprimido el 4 de mayo de 1902 integrándose a Tulancingo de Bravo. El 13 de mayo de 1924 serige el municipio de Santa María Nativitas, suprimido el 9 de marzo de 1925 integrándose a Tenango de Doria.

Mapa del estado de Hidalgo dividido en los 84 municipios.

#### Ayuntamientos
El Ayuntamiento es el órgano de Gobierno municipal a través del cual, el pueblo, en ejercicio de su voluntad política, realiza la autogestión de los intereses de la comunidad. El Ayuntamiento está integrado por un Presidente Municipal, Síndicos y Regidores. El Presidente Municipal es la autoridad responsable de la ejecución y comunicación de las disposiciones y acuerdos del Ayuntamiento y quien tiene su representación administrativa y en algunos casos la jurídica. Los Regidores son los encargados de acordar las decisiones para la buena marcha de los intereses del municipio. Los Síndicos son los encargados de vigilar los aspectos financiero y jurídico del mismo.
El número de regidores y síndicos, se determina en función del total de la población de cada municipio. Los municipios con una población inferior a 30 000 habitantes, cuentan con un síndico de mayoría relativa, cinco regidores de mayoría relativa y cuatro de representación proporcional. Los municipios con una población entre 30 000 y 50 000 habitantes, cuentan con un síndico de mayoría relativa, siete regidores de mayoría relativa y cinco de representación proporcional.
Los municipios con una población de más 50 000 y hasta 100 000 habitantes, cuentan con un síndico de mayoría relativa, responsable de los asuntos de la hacienda pública municipal y uno que asignado a la primera minoría, responsable de los asuntos jurídicos; así como nueve regidores de mayoría relativa y seis de representación proporcional. Los municipios con una población de más de 100 000 habitantes, cuentan con un síndico de mayoría relativa, responsable de los asuntos de la hacienda pública municipal y uno que asignado a la primera minoría, responsable de los asuntos jurídicos; once regidores de mayoría relativa y ocho de representación proporcional.
El Congreso del Estado de Hidalgo, por acuerdo de las dos terceras partes de sus integrantes, puede suspender Ayuntamientos, declarar que estos han desaparecido; y suspender o revocar el mandato de alguno o algunos de sus miembros. Hay falta absoluta del Ayuntamiento, cuando: no se hubieren efectuado las elecciones o se declararen nulas; sus integrantes no se presenten al Ayuntamiento a rendir la protesta; exista renuncia mayoritaria de sus miembros; desaparezca el gobierno municipal; y sobrevenga la muerte o incapacidad absoluta de la mayoría de sus integrantes. En este caso se integrara un Concejo Municipal.
En el Estado de Hidalgo, entre 1981 y 2016 en diez ocasiones, se han nombrado Concejos Municipales Interinos, debido a la inconformidad de la población hacia los presidentes municipales, así como la anulación de las elecciones. Los municipios en los que se han designado dichos Concejos Municipales Interinos son: Apan, Jaltocán, Tulancingo, Chilcuautla, Emiliano Zapata, Zimapán, Huazalingo, Santiago Tulantepec, Xochicoatlán y Omitlán. Ante la anulación de las elecciones estatales de Hidalgo de 2020 debido a la pandemia de COVID-19 en Hidalgo, se designaron Concejos Municipales en los 84 Ayuntamientos.

### Regiones administrativas
El 25 de diciembre de 2017 se publica en el Periódico Oficial del Estado de Hidalgo una nueva racionalización para el gobierno de Omar Fayad. La regionalización está definida por la agrupación de los municipios en tres niveles: I. Nivel Macrorregional; II. Nivel Operativo; y III. Nivel Microrregional.
| \| Macrorregiones del estado de Hidalgo. \| Macrorregiones del estado de Hidalgo. \| Macrorregiones del estado de Hidalgo. \| Macrorregiones del estado de Hidalgo. \| Macrorregiones del estado de Hidalgo. \| Macrorregiones del estado de Hidalgo. \| \| Clave \| Región \| Clave \| Región \| \| \| \| --------------------------------------- \| ------------------------------------- \| ------------------------------------- \| ------------------------------------- \| ------------------------------------- \| ------------------------------------- \| \| \| Macrorregión I \| \| Macrorregión IV \| \| \| \| \| Macrorregión II \| \| Macrorregión V \| \| \| \| \| Macrorregión III \| \| \| \| \| \| Fuente: Gobierno del estado de Hidalgo. \| \| \| \| \| \| |                  |       |                 |
| Macrorregiones del estado de Hidalgo. |                  |       |                 |
| Clave | Región           | Clave | Región          |
| | Macrorregión I   |       | Macrorregión IV |
| | Macrorregión II  |       | Macrorregión V  |
| | Macrorregión III |       |                 |
| Fuente: Gobierno del estado de Hidalgo. |                  |       |                 |

| \| Regiones Operativas del estado de Hidalgo \| Regiones Operativas del estado de Hidalgo \| Regiones Operativas del estado de Hidalgo \| Regiones Operativas del estado de Hidalgo \| Regiones Operativas del estado de Hidalgo \| Regiones Operativas del estado de Hidalgo \| \| Clave \| Región \| Clave \| Región \| \| \| \| ----------------------------------------- \| ----------------------------------------- \| ----------------------------------------- \| ----------------------------------------- \| ----------------------------------------- \| ----------------------------------------- \| \| \| I. Pachuca \| \| VIII. Tlanchinol \| \| \| \| \| II. Tula \| \| IX. Zimapán \| \| \| \| \| III. Ixmiquilpan \| \| X. Huejutla \| \| \| \| \| IV. Tenango \| \| XI. Actopan \| \| \| \| \| V. Apan \| \| XII. Molango \| \| \| \| \| VI. Zacualtipán \| \| XIII. Tepehuacán \| \| \| \| \| VII. Tulancingo \| \| XIV. Huichapan \| \| \| \| Fuente: Gobierno del estado de Hidalgo. \| \| \| \| \| \| |                  |       |                  |
| Regiones Operativas del estado de Hidalgo |                  |       |                  |
| Clave | Región           | Clave | Región           |
| | I. Pachuca       |       | VIII. Tlanchinol |
| | II. Tula         |       | IX. Zimapán      |
| | III. Ixmiquilpan |       | X. Huejutla      |
| | IV. Tenango      |       | XI. Actopan      |
| | V. Apan          |       | XII. Molango     |
| | VI. Zacualtipán  |       | XIII. Tepehuacán |
| | VII. Tulancingo  |       | XIV. Huichapan   |
| Fuente: Gobierno del estado de Hidalgo. |                  |       |                  |

| \| Microrregiones del estado de Hidalgo. \| Microrregiones del estado de Hidalgo. \| Microrregiones del estado de Hidalgo. \| Microrregiones del estado de Hidalgo. \| Microrregiones del estado de Hidalgo. \| Microrregiones del estado de Hidalgo. \| \| Clave \| Región \| Clave \| Región \| \| \| \| --------------------------------------- \| ------------------------------------- \| ------------------------------------- \| ------------------------------------- \| ------------------------------------- \| ------------------------------------- \| \| \| Microrregión I \| \| Microrregión XIII \| \| \| \| \| Microrregión II \| \| Microrregión XIV \| \| \| \| \| Microrregión III \| \| Microrregión XV \| \| \| \| \| Microrregión IV \| \| Microrregión XVI \| \| \| \| \| Microrregión V \| \| Microrregión XVII \| \| \| \| \| Microrregión VI \| \| Microrregión XVIII \| \| \| \| \| Microrregión VII \| \| Microrregión XIX \| \| \| \| \| Microrregión VIII \| \| Microrregión XX \| \| \| \| \| Microrregión IX \| \| Microrregión XXI \| \| \| \| \| Microrregión X \| \| Microrregión XXII \| \| \| \| \| Microrregión XI \| \| Microrregión XXIII \| \| \| \| \| Microrregión XII \| \| Microrregión XXIV \| \| \| \| Fuente: Gobierno del estado de Hidalgo. \| \| \| \| \| \| |                   |       |                    |
| Microrregiones del estado de Hidalgo. |                   |       |                    |
| Clave | Región            | Clave | Región             |
| | Microrregión I    |       | Microrregión XIII  |
| | Microrregión II   |       | Microrregión XIV   |
| | Microrregión III  |       | Microrregión XV    |
| | Microrregión IV   |       | Microrregión XVI   |
| | Microrregión V    |       | Microrregión XVII  |
| | Microrregión VI   |       | Microrregión XVIII |
| | Microrregión VII  |       | Microrregión XIX   |
| | Microrregión VIII |       | Microrregión XX    |
| | Microrregión IX   |       | Microrregión XXI   |
| | Microrregión X    |       | Microrregión XXII  |
| | Microrregión XI   |       | Microrregión XXIII |
| | Microrregión XII  |       | Microrregión XXIV  |
| Fuente: Gobierno del estado de Hidalgo. |                   |       |                    |

## Participación político-electoral

### Distritos electorales federales
En el estado de Hidalgo se tienen siete distritos electorales federales. La distritacción vigente fue el aprobada el 15 de marzo de 2017 por el Instituto Nacional Electoral.
Mapa electoral
| \| Distritos electorales federales del estado de Hidalgo. \| Distritos electorales federales del estado de Hidalgo. \| Distritos electorales federales del estado de Hidalgo. \| Distritos electorales federales del estado de Hidalgo. \| Distritos electorales federales del estado de Hidalgo. \| Distritos electorales federales del estado de Hidalgo. \| \| Clave \| Distrito \| Distrito \| Región \| \| \| \| ------------------------------------------------------ \| ------------------------------------------------------ \| ------------------------------------------------------ \| ------------------------------------------------------ \| ------------------------------------------------------ \| ------------------------------------------------------ \| \| \| Distrito 1 Huejutla \| \| Distrito 5 Tula \| \| \| \| \| Distrito 2 Ixmiquilpan \| \| Distrito 6 Pachuca \| \| \| \| \| Distrito 3 Actopan \| \| Distrito 7 Tepeapulco \| \| \| \| \| Distrito 4 Tulancingo \| \| \| \| \| \| Fuente: Gobierno del estado de Hidalgo. \| \| \| \| \| \| |                        |          |                       |
| Distritos electorales federales del estado de Hidalgo. |                        |          |                       |
| Clave | Distrito               | Distrito | Región                |
| | Distrito 1 Huejutla    |          | Distrito 5 Tula       |
| | Distrito 2 Ixmiquilpan |          | Distrito 6 Pachuca    |
| | Distrito 3 Actopan     |          | Distrito 7 Tepeapulco |
| | Distrito 4 Tulancingo  |          |                       |
| Fuente: Gobierno del estado de Hidalgo. |                        |          |                       |

### Distritos electorales locales
En el estado de Hidalgo se tienen dieciocho distritos electorales locales, aprobados el 3 de septiembre de 2015 por el Consejo General del Instituto Nacional Electoral (INE).
Mapa electoral
| \| Distritos electorales locales del estado de Hidalgo. \| Distritos electorales locales del estado de Hidalgo. \| Distritos electorales locales del estado de Hidalgo. \| Distritos electorales locales del estado de Hidalgo. \| Distritos electorales locales del estado de Hidalgo. \| Distritos electorales locales del estado de Hidalgo. \| \| Clave \| Distrito \| Clave \| Distrito \| \| \| \| ---------------------------------------------------- \| ---------------------------------------------------- \| ---------------------------------------------------- \| ---------------------------------------------------- \| ---------------------------------------------------- \| ---------------------------------------------------- \| \| \| Distrito 1 Zimapán \| \| Distrito 10 Apan \| \| \| \| \| Distrito 2 Zacualtipán \| \| Distrito 11 Tulancingo \| \| \| \| \| Distrito 3 Orizatlán \| \| Distrito 12 Pachuca Oriente \| \| \| \| \| Distrito 4 Huejutla \| \| Distrito 13 Pachuca Poniente \| \| \| \| \| Distrito 5 Ixmiquilpan \| \| Distrito 14 Tula \| \| \| \| \| Distrito 6 Huichapan \| \| Distrito 15 Tepeji \| \| \| \| \| Distrito 7 Mixquiahuala \| \| Distrito 16 Tizayuca \| \| \| \| \| Distrito 8 Actopan \| \| Distrito 17 Villas del Álamo \| \| \| \| \| Distrito 9 Metepec \| \| Distrito 18 Tepeapulco \| \| \| \| Fuente: Gobierno del estado de Hidalgo. \| \| \| \| \| \| |                         |       |                              |
| Distritos electorales locales del estado de Hidalgo. |                         |       |                              |
| Clave | Distrito                | Clave | Distrito                     |
| | Distrito 1 Zimapán      |       | Distrito 10 Apan             |
| | Distrito 2 Zacualtipán  |       | Distrito 11 Tulancingo       |
| | Distrito 3 Orizatlán    |       | Distrito 12 Pachuca Oriente  |
| | Distrito 4 Huejutla     |       | Distrito 13 Pachuca Poniente |
| | Distrito 5 Ixmiquilpan  |       | Distrito 14 Tula             |
| | Distrito 6 Huichapan    |       | Distrito 15 Tepeji           |
| | Distrito 7 Mixquiahuala |       | Distrito 16 Tizayuca         |
| | Distrito 8 Actopan      |       | Distrito 17 Villas del Álamo |
| | Distrito 9 Metepec      |       | Distrito 18 Tepeapulco       |
| Fuente: Gobierno del estado de Hidalgo. |                         |       |                              |

### Elecciones
Las primeras elecciones efectuadas en el estado de Hidalgo fueron las de gobernador, se realizaron el 2 de mayo de 1869, resultando triunfador en ellas, el hacendado Antonio Tagle. Las elecciones de Ayuntamientos se celebrarán cada cuatro años, la de Diputados cada tres años y la de Gobernador cada sei; se realizan cada primer domingo de junio del año que corresponda. Los electos tomarán posesión de sus cargos el día cinco de septiembre del año de la elección.
El Instituto Estatal Electoral de Hidalgo (IEEH), es el organismo encargado de realizar y organizar los procesos electorales estatales, fue creado el 15 de noviembre de 1995 por la LV Legislatura y aprobado por el decreto número 240 concretándose así la total ciudadanización del órgano electoral. Es un organismo público ciudadanizado, de carácter permanente e independiente en sus decisiones y autónomo en su funcionamiento, en cuya integración participan los Partidos Políticos con registro nacional o estatal y los ciudadanos en términos de la Ley Electoral.

## Redes internacionales

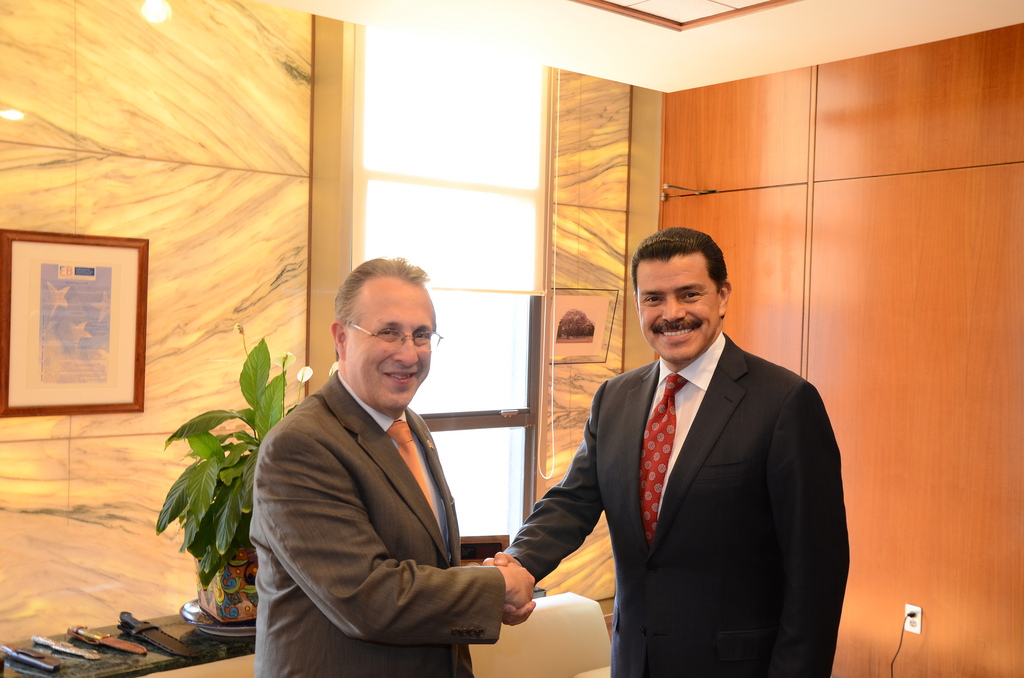
Embajador de Estados Unidos, Earl Anthony Wayne y Francisco Olvera Ruiz, el 14 de diciembre de 2011 en Ciudad de México.

El estado de Hidalgo tiene un hermanamiento, con la provincia de Henan, en la República Popular China; firmado en Zhengzhou, el 26 de septiembre de 2006; con una vigencia de 5 años (Acuerdo). El 18 de junio de 2012 en Pachuca, funcionarios de gobierno recibieron, a una delegación china encabezada por el vicegobernador de la provincia de Henan, Xu Jichao, y se llevó la firma de renovación del Acuerdo de Hermanamiento entre Hidalgo y Henan.
De acuerdo con la Secretaría de Relaciones Exteriores, el estado ha tenido 5 convenios o acuerdos internacionales estos son:
| Acuerdo                                                                                   | País u organización                                                                                    | Fecha y Lugar de firma del Acuerdo                                  | Vigencia | Documento |
| ----------------------------------------------------------------------------------------- | --- | ------------------------------------------------------------------- | --- | --------- |
| Convenio de Cooperación Técnica para el Fortalecimiento y Gestión de Proyectos Educativos | Estado de Hidalgo y la UNESCO                                                                          | Pachuca de Soto, el 3 de septiembre de 2006                         | Hasta la fecha que finalización de El Programa, es decir, transcurridos los 12 meses de la ejecución del Convenio. |           |
| Acuerdo de Colaboración para la Promoción del Comercio Internacional                      | Estado de Hidalgo y el Consejo Chino para la Promoción del Comercio Internacional. Subconsejo de Henan | Zhengzhou, Henan, el 26 de septiembre de 2006                       | Indefinida |           |
| Documento de Cooperación y Amistad en Materia Agropecuaria                                | Estado de Hidalgo y Australia                                                                          | Pachuca de Soto, Hidalgo, el 10 de julio de 2003                    | No especificado |           |
| Memorándum de Comprensión del Fortalecimiento de Cooperaciones Culturales y Educativas    | Estado de Hidalgo y Provincia de Henan, China                                                          | Pachuca, Hidalgo, el 20 de noviembre de 2007                        | No especificado |           |
| Acuerdo de Cooperación en Materia de Agricultura                                          | Estado de Hidalgo y el Estado de Indiana                                                               | Indianápolis, Indiana de los Estados Unidos el 20 de julio de 2009. | 3 años a partir de la fecha de su firma                                                                            |           |